# Fabio De Pasquale
Fabio De Pasquale (Palermo, 8 giugno 1969) è un giornalista italiano.

## Biografia
Giornalista professionista dal 1997. Ha collaborato con il Giornale di Sicilia e nel 1993 ha fondato, insieme a Enzo Basso e Graziella Lombardo, il settimanale regionale Centonove, del quale è stato caporedattore fino al 2001. 
Ha collaborato con testate nazionali (Panorama, La Repubblica e 'l'Espresso) e con riviste specializzate nel settore agroalimentare.
Nel 2001 passa alla comunicazione politica ed è portavoce o addetto stampa di vari rappresentanti istituzionali della Regione Siciliana. Dal 2013 al 2017 è stato portavoce del presidente dell'Assemblea regionale siciliana, Giovanni Ardizzone. Dal 2018 al 2020 è stato portavoce del presidente della Regione Siciliana, Nello Musumeci. Dal 2021 è componente dell'Ufficio stampa della Regione Siciliana. Dal 2024 è portavoce del presidente della Regione Siciliana, Renato Schifani.

## Riconoscimenti
Nel 1997 ha ottenuto il premio "Giovani cronisti" da parte dell’Ordine dei giornalisti di Sicilia.
Nel 1998 ha vinto il Premio Saint-Vincent per il giornalismo nella sezione "servizi o inchieste su periodici" per "Il caso Giorgianni", il magistrato e sottosegretario all'interno Angelo Giorgianni, costretto alle dimissioni per gli sviluppi delle sue inchieste. 
In seguito gli accertamenti svolti nelle competenti sedi giudiziarie mostrarono l'infondatezza dei rilievi mossi, così come quella disciplinare innanzi al Consiglio Superiore della Magistratura.

## Pubblicazioni
Nel 2013 ha pubblicato, insieme con la giornalista Eleonora Iannelli, il volume "Così non si può vivere. Rocco Chinnici: la storia mai raccontata del giudice che sfidò gli intoccabili", con prefazione del presidente del Senato Pietro Grasso, Roma, Castelvecchi 2013. ISBN 978-88-7615-971-8.
Il libro è stato presentato a Palermo, a Palazzo dei Normanni il 21 giugno 2013.